# Dél-Korea nemzeti kincseinek listája (201–300)
Dél-Korea nemzeti kincseinek listája, a 201.-től 300.-ig besorolt elemmel. A nemzeti kincsek számozása a védelem alá kerülési sorrendet jelenti és nem fontossági sorrendet jelöl.
Előzőek: 1–100, 101–200

## 201–300
| #       | Kép | Név (hangul, handzsa (hanja), átírt) | Hely | Felvétel                                                                              | Hiv. |
| ------- | --- | --- | --- | ------------------------------------------------------------------------------------- | ---- |
| 201.    |     | Sziklába vájt ülő buddhaszobor Pukcsi-ri (Bukji-ri)ben (봉화 북지리 마애여래좌상 奉化 北枝里 磨崖如來坐像 Ponghva Pukcsi-ri maejore csvaszang (Bonghwa Bukji-ri maaeyeorae jwasang) | Pukcsi-ri (Bukji-ri), Ponghva (Bonghwa), Észak-Kjongszang (Gyeongszang) (경북 봉화군 물야면 북지리 산108-2) | 1980. 09. 16.                                                                         |      |
| 202.    |     | Avatamszaka-szútra, Csin (Jin)-verzió, 37. kötet (대방광불화엄경 진본 권37 大方廣佛華嚴經 晋本 卷三十七 Tebanggvang Pulhvaomgjong Csinbon kvon37 (Daebanggwang Bulhwaeomgyeong Jinbon gwon37) | Szodemun-ku (Sodaemun-gu), Szöul (서울 서대문구 충정로9길 10-10, (재)아단문고 (충정로2가)) | 1981. 03. 18.                                                                         |      |
| 203.    |     | Avatamszaka-szútra, Csou (Zhou)-verzió, 6. kötet (대방광불화엄경 주본 권6 大方廣佛華嚴經 周本 卷六 Tebanggvang Pulhvaomgjong Csubon kvon6 (Daebanggwang Bulhwaeomgyeong Jubon gwon6) | Csung-ku (Jung-gu), Szöul (서울 중구) | 1981. 03. 18.                                                                         |      |
| 204     |     | Avatamszaka-szútra, Csou (Zhou)-verzió, 36. kötet (대방광불화엄경 주본 권36 大方廣佛華嚴經 周本 卷三十六 Tebanggvang Pulhvaomgjong Csubon kvon36 (Daebanggwang Bulhwaeomgyeong Jubon gwon6) | Csung-ku (Jung-gu), Szöul (서울 중구) | 1981. 03. 18.                                                                         |      |
| 205.    |     | Kogurjo (Goguryeo)-emlékmű Cshundzsu (Chungju)ban (충주 고구려비 忠州 高句麗碑 Cshungdzsu Kogurjobi (Chungju Goguryeobi) | Csungangthap-mjon (Jungangtpap-myeon), Cshundzsu (Chungju), Észak-Cshungcshong (Chungcheong) (충북 충주시 중앙탑면 용전리 입석부락 280-11)                                                                          | 1981. 03. 18.                                                                         |      |
| 206.    |     | Különféle buddhista szent iratok nyomásához használt fanyomó dúcok a Heinsza (Haeinsa) templomban (합천 해인사 고려목판 陜川 海印寺 高麗木板 Hapcshon Heinsza korjomokphan (Hapcheon Haeinsa goryeomokpan) | Heinsza (Haeinsa), Kaja-mjon (Gaya-myeon), Hapcshon (Hapcheon), Dél-Kjongszang (Gyeongsang) (경남 합천군 가야면 해인사길 122, 해인사 (치인리))                                                                      | 1982. 5. 22.                                                                          |      |
| 206-1.  |     | Lótusz szútra (fanyomó dúcai) (묘법연화경 妙法蓮華經 Mjobop jonhvagjong (Myeobeop yeonhwagyeong) | Heinsza (Haeinsa), Kaja-mjon (Gaya-myeon), Hapcshon (Hapcheon), Dél-Kjongszang (Gyeongsang) (경남 합천군 가야면 해인사길 122, 해인사 (치인리))                                                                      | 1982. 5. 22.                                                                          |      |
| 206-2.  |     | Az Avatamszaka-szútra-beli Avalókitésvara bódhiszattva beszédének elemzése (화엄경관자재보살소설법문별행소 華嚴經觀自在菩薩所說法門別行疏 Hvaomgjong Kvandzsadzse poszal szoszol pommun pjolhengszo (Hwaeomgyeong Gwanjajae bosal soseol beommun byeolhaengso) | Heinsza (Haeinsa), Kaja-mjon (Gaya-myeon), Hapcshon (Hapcheon), Dél-Kjongszang (Gyeongsang) (경남 합천군 가야면 해인사길 122, 해인사 (치인리))                                                                      | 1982. 5. 22.                                                                          |      |
| 206-3.  |     | Szútra a bódhiszattva erkölcsös viselkedéséről (대불정여래밀인수증요의제보살만행수능엄경 大佛頂如來密因修證了義諸菩薩萬行首楞嚴經 Tebuldzsong jore mirinszudzsung joidzse poszal manheng szunungom-gjong (Daebuljeong yeorae milinsujeung youije bosal manhaeng suneungeom-gyeong)                                                                                            | Heinsza (Haeinsa), Kaja-mjon (Gaya-myeon), Hapcshon (Hapcheon), Dél-Kjongszang (Gyeongsang) (경남 합천군 가야면 해인사길 122, 해인사 (치인리))                                                                      | 1982. 5. 22.                                                                          |      |
| 206-4.  |     | Avatamszaka-szútra harmadik fejezet részlete (대방광불화엄경세주묘엄품 大方廣佛華嚴經世主妙嚴品 Tebanggvang pulhva omgjong szedzsumjoomphung (Daebanggwang bulhwa eomgyeong sejumyoeompung) | Heinsza (Haeinsa), Kaja-mjon (Gaya-myeon), Hapcshon (Hapcheon), Dél-Kjongszang (Gyeongsang) (경남 합천군 가야면 해인사길 122, 해인사 (치인리))                                                                      | 1982. 5. 22.                                                                          |      |
| 206-5.  |     | Gyémánt szútra (금강반야바라밀경 金剛般若波羅蜜經 Kumgang panjabaramil kjong (Geumgang banyabaramil gyeong) | Heinsza (Haeinsa), Kaja-mjon (Gaya-myeon), Hapcshon (Hapcheon), Dél-Kjongszang (Gyeongsang) (경남 합천군 가야면 해인사길 122, 해인사 (치인리))                                                                      | 1982. 5. 22.                                                                          |      |
| 206-6.  |     | Gyémánt szútra (금강반야바라밀경 金剛般若波羅蜜經 Kumgang panjabaramil kjong (Geumgang banyabaramil gyeong) | Heinsza (Haeinsa), Kaja-mjon (Gaya-myeon), Hapcshon (Hapcheon), Dél-Kjongszang (Gyeongsang) (경남 합천군 가야면 해인사길 122, 해인사 (치인리))                                                                      | 1982. 5. 22.                                                                          |      |
| 206-7.  |     | Szamantabhadra bodhiszattva fogadalma az Avatamszaka-szútrában (화엄경보현행원품 華嚴經普賢行願品 Hvaomgjong Pohjon hengvonphum (Hwaeomgyeong Bohyeon haengwonpum) | Heinsza (Haeinsa), Kaja-mjon (Gaya-myeon), Hapcshon (Hapcheon), Dél-Kjongszang (Gyeongsang) (경남 합천군 가야면 해인사길 122, 해인사 (치인리))                                                                      | 1982. 5. 22.                                                                          |      |
| 206-8.  |     | A Lótusz szútra egy fejezete (법화경보문품 法華經普門品 Pophvagjong pomunphum (Beophwagyeong bomunpum) | Heinsza (Haeinsa), Kaja-mjon (Gaya-myeon), Hapcshon (Hapcheon), Dél-Kjongszang (Gyeongsang) (경남 합천군 가야면 해인사길 122, 해인사 (치인리))                                                                      | 1982. 5. 22.                                                                          |      |
| 206-9.  |     | Emberi lények és dévák kézikönyve (인천 보감 人天寶鑑 Incshon pogam (Incheon bogam) | Heinsza (Haeinsa), Kaja-mjon (Gaya-myeon), Hapcshon (Hapcheon), Dél-Kjongszang (Gyeongsang) (경남 합천군 가야면 해인사길 122, 해인사 (치인리))                                                                      | 1982. 5. 22.                                                                          |      |
| 206-10. |     | Felkészülés a pokol 10 királya általi megítéltetésre (불설예수시왕생칠경 佛說預修十王生七經 Pulszoljeszu sivang szengcshil kjong (Bulseolyesu siwang saengchil gyeong) | Heinsza (Haeinsa), Kaja-mjon (Gaya-myeon), Hapcshon (Hapcheon), Dél-Kjongszang (Gyeongsang) (경남 합천군 가야면 해인사길 122, 해인사 (치인리))                                                                      | 1982. 5. 22.                                                                          |      |
| 206-11. |     | Szamsipphalbun kongdokszo kjong (Samsippalbun gongdeokso gyeong) (삼십팔분공덕소경 三十八分功德疏經) | Heinsza (Haeinsa), Kaja-mjon (Gaya-myeon), Hapcshon (Hapcheon), Dél-Kjongszang (Gyeongsang) (경남 합천군 가야면 해인사길 122, 해인사 (치인리))                                                                      | 1982. 5. 22.                                                                          |      |
| 206-12. |     | Amitábha szútra (불설아미타경 佛說阿彌陀經 Pulszol Amitha kjong (Bulseol Amita gyeong) | Heinsza (Haeinsa), Kaja-mjon (Gaya-myeon), Hapcshon (Hapcheon), Dél-Kjongszang (Gyeongsang) (경남 합천군 가야면 해인사길 122, 해인사 (치인리))                                                                      | 1982. 5. 22.                                                                          |      |
| 206-13. |     | Megjegyzések az Avatamszaka-szútrához (대방광불화엄경략신중 大方廣佛華嚴經略神衆 Tebanggvang pulhvaomgjong rjaksindzsung (Daebanggwang bulhwaeomgyeong ryajsinjung) | Heinsza (Haeinsa), Kaja-mjon (Gaya-myeon), Hapcshon (Hapcheon), Dél-Kjongszang (Gyeongsang) (경남 합천군 가야면 해인사길 122, 해인사 (치인리))                                                                      | 1982. 5. 22.                                                                          |      |
| 206-14. |     | Az Avatamszaka-szútra Csou (Zhou) verziójának illusztrációja (화엄경변상도 주본 華嚴經變相圖 周本 Hvaomgjong pjongszangdo Csubon (Hwaeomgyeong byeongsangdo Jubon) | Heinsza (Haeinsa), Kaja-mjon (Gaya-myeon), Hapcshon (Hapcheon), Dél-Kjongszang (Gyeongsang) (경남 합천군 가야면 해인사길 122, 해인사 (치인리))                                                                      | 1982. 5. 22.                                                                          |      |
| 206-15. |     | Avatamszaka-szútra Csongvon (Jeongwon) kiadás (대방광불화엄경 정원본 大方廣佛華嚴經 貞元本 Tebanggvang pulhvaomgjong Csongvonbon (Daebanggwang bulhwaeomgyeong Jeongwonbon) | Heinsza (Haeinsa), Kaja-mjon (Gaya-myeon), Hapcshon (Hapcheon), Dél-Kjongszang (Gyeongsang) (경남 합천군 가야면 해인사길 122, 해인사 (치인리))                                                                      | 1982. 5. 22.                                                                          |      |
| 206-16. |     | Avatamszaka-szútra Csin (Jin) kiadás (대방광불화엄경 진본 大方廣佛華嚴經 晋本 Tebanggvang pulhvaomgjong Csinbon (Daebanggwang bulhwaeomgyeong Jinbon) | Heinsza (Haeinsa), Kaja-mjon (Gaya-myeon), Hapcshon (Hapcheon), Dél-Kjongszang (Gyeongsang) (경남 합천군 가야면 해인사길 122, 해인사 (치인리))                                                                      | 1982. 5. 22.                                                                          |      |
| 206-17. |     | Avatamszaka-szútra Csou (Zhou) kiadás (대방광불화엄경 주본 大方廣佛華嚴經 周本 Tebanggvang pulhvaomgjong Csubon (Daebanggwang bulhwaeomgyeong Jubon) | Heinsza (Haeinsa), Kaja-mjon (Gaya-myeon), Hapcshon (Hapcheon), Dél-Kjongszang (Gyeongsang) (경남 합천군 가야면 해인사길 122, 해인사 (치인리))                                                                      | 1982. 5. 22.                                                                          |      |
| 206-18. |     | Értekezés az Avatamszaka-szútráról (대방광불화엄경소 大方廣佛華嚴經疏 Tebanggvang pulhvaomgjongszo (Daebanggwang bulhwaeomgyeongso) | Heinsza (Haeinsa), Kaja-mjon (Gaya-myeon), Hapcshon (Hapcheon), Dél-Kjongszang (Gyeongsang) (경남 합천군 가야면 해인사길 122, 해인사 (치인리))                                                                      | 1982. 5. 22.                                                                          |      |
| 206-19. |     | Az Avatamszaka-szútra kivonatos verziója megjegyzésekkel (대방광불화엄경수소연의초 大方廣佛華嚴經隨䟽演義鈔 Tebanggvang pulhvaomgjongszo jonicsho (Daebanggwang bulhwaeomgyeongso yeonuicho) | Heinsza (Haeinsa), Kaja-mjon (Gaya-myeon), Hapcshon (Hapcheon), Dél-Kjongszang (Gyeongsang) (경남 합천군 가야면 해인사길 122, 해인사 (치인리))                                                                      | 1982. 5. 22.                                                                          |      |
| 206-20. |     | Gyémánt szútra (금강반야바라밀경 金剛般若波羅蜜經 Kumgang panjabaramil kjong (Geumgang banyabaramil gyeong) | Heinsza (Haeinsa), Kaja-mjon (Gaya-myeon), Hapcshon (Hapcheon), Dél-Kjongszang (Gyeongsang) (경남 합천군 가야면 해인사길 122, 해인사 (치인리))                                                                      | 1982. 5. 22.                                                                          |      |
| 206-21. |     | Dharani-szútra vezekléshez (불설장수멸죄호제동자다라니경 佛說長壽滅罪護諸童子陀羅尼經 Pulszol csangszu mjolcshö hodzse tongdzsa taranigjong (Bulseol jangsu myeolchoi hoje dongja daranigyeong) | Heinsza (Haeinsa), Kaja-mjon (Gaya-myeon), Hapcshon (Hapcheon), Dél-Kjongszang (Gyeongsang) (경남 합천군 가야면 해인사길 122, 해인사 (치인리))                                                                      | 1982. 5. 22.                                                                          |      |
| 206-22. |     | Icshon (Uicheon) összes műve; 1–20. és 23. kötet (대각국사문집 권1~20, 23 大覺國師文集 卷一~二十, 二十三 Tegak kuksza mundzsip kvon 1~20, 23 (Daegak guksa munjip gwon 1~20, 23) | Heinsza (Haeinsa), Kaja-mjon (Gaya-myeon), Hapcshon (Hapcheon), Dél-Kjongszang (Gyeongsang) (경남 합천군 가야면 해인사길 122, 해인사 (치인리))                                                                      | 1982. 5. 22.                                                                          |      |
| 206-23. |     | Icshon (Uicheon)nal kapcsolatos írások gyűjteménye; 1–13. kötet (대각국사외집 권1~13 大覺國師外集 卷一~十三 Tegak kuksza ödzsip kvon 1~13 (Daegak guksa oejip gwon 1~13) | Heinsza (Haeinsa), Kaja-mjon (Gaya-myeon), Hapcshon (Hapcheon), Dél-Kjongszang (Gyeongsang) (경남 합천군 가야면 해인사길 122, 해인사 (치인리))                                                                      | 1982. 5. 22.                                                                          |      |
| 206-24. |     | Namjangszonszeng sidzsip (Namyangseonsaeng sijip), Pek Punhva (백분화, 白賁華, Baek Bunhwa) verseskötete (남양선생시집 南陽先生詩集 ) | Heinsza (Haeinsa), Kaja-mjon (Gaya-myeon), Hapcshon (Hapcheon), Dél-Kjongszang (Gyeongsang) (경남 합천군 가야면 해인사길 122, 해인사 (치인리))                                                                      | 1982. 5. 22.                                                                          |      |
| 206-25. |     | A megvilágosodás Fehér Lótuszánál tett fogadalom magyarázata (백화도량발원문약해 白花道場發願文略解 Pekhva torjang munjakhe (Baekhwa doryang munyakhae) | Heinsza (Haeinsa), Kaja-mjon (Gaya-myeon), Hapcshon (Hapcheon), Dél-Kjongszang (Gyeongsang) (경남 합천군 가야면 해인사길 122, 해인사 (치인리))                                                                      | 1982. 5. 22.                                                                          |      |
| 206-26. |     | Tang-dinasztia kori válogatott kínai költemények gyűjteménye (당현시범 唐賢詩範 Tanghjon sibom (Danghyeon sibeom) | Heinsza (Haeinsa), Kaja-mjon (Gaya-myeon), Hapcshon (Hapcheon), Dél-Kjongszang (Gyeongsang) (경남 합천군 가야면 해인사길 122, 해인사 (치인리))                                                                      | 1982. 5. 22.                                                                          |      |
| 206-27. |     | Buddha felidézésével és a Tiszta Földre való újjászületéshez vezető dharma-kapukkal kapcsolatos szútrák és szövegmagyarázatok gyűjteménye (약제경론염불법문왕생정토집 권상 略諸經論念佛法門往生淨土集 卷上 jakcse kjongnon jombul popmun vangszeng csongthodzsip kvonszang (Yakje gyeongnon yeombul beopmun wangsaeng jeongtojip gwonsang)                                    | Heinsza (Haeinsa), Kaja-mjon (Gaya-myeon), Hapcshon (Hapcheon), Dél-Kjongszang (Gyeongsang) (경남 합천군 가야면 해인사길 122, 해인사 (치인리))                                                                      | 1982. 5. 22.                                                                          |      |
| 206-28. |     | Értekezés az ellentétek feloldásának 10 lehetséges megközelítéséről (십문화쟁론 十門和諍論 Simmun hvadzseng non (Simmun hwajaeng non) | Heinsza (Haeinsa), Kaja-mjon (Gaya-myeon), Hapcshon (Hapcheon), Dél-Kjongszang (Gyeongsang) (경남 합천군 가야면 해인사길 122, 해인사 (치인리))                                                                      | 1982. 5. 22.                                                                          |      |
| 207.    |     | Silla kori nyereglap fehér ló motívummal (경주 천마총 장니 천마도 慶州 天馬塚 障泥 天馬圖 Kjongdzsu cshonmacshong csangni cshonmado (Gyeongju cheonmachong jangni cheonmadi) | Kjongdzsu (Gyeongju)i Nemzeti Múzeum, Kjongdzsu (Gyeongju), Észak-Kjongszang (Gyeongsang) (경북 경주시 일정로 186 국립경주박물관)                                                                                   | 1982. 11. 16.                                                                         |      |
| 208.    |     | Aranyozott bronz ereklyetartó a Torisza (Dorisa) templom Sákjamuni Buddha sztúpájából (도리사 세존사리탑 금동 사리기 桃李寺 世尊舍利塔 金銅舍利器 Torisza Szedzsonszarithap kumdong szarigi (Dorisa Sejonsaritap geumdong sarigi) | Csikcsisza (Jikjisa), Tehang-mjon (Daehang-myeon), Kimcshon (Gimcheon), Észak-Kjongszang (Gyeongsang) (경북 김천시 대항면 북암길 89, 직지사 (운수리))                                                               | 1982. 12. 7.                                                                          |      |
| 209.    |     | Pohjobin (Bohyeobin) dháraní-szútra sztúpája 보협인석탑 寶篋印石塔 Pohjobin szokthap (Bohyeobin seoktap) | Tongguk (Dongguk) Egyetemi Múzeum, Csung-ku (Jung-gu), Szöul (서울 중구 필동로 1길 30 동국대학교박물관) | 1982. 12. 7.                                                                          |      |
| 210.    |     | Amoghapasa kalparadzsa szútra ezüst tintával kék papíron, 13. kötet (감지은니불공견삭신변진언경 권13 紺紙銀泥不空羂索紳變眞言經 卷十三 Kamdzsi unni pulgong kjonszak sinbjon csinon-kjong kvon 13 (Gamji eunni bulgong gyeonsak sinbyeon jineon-gyeong gwon 13) | Samsung Művészeti Múzeum, Jongszan-ku (Yongsan-gu), Szöul (서울 용산구 이태원로55길 60-16, 삼성미술관 리움 (한남동)                                                                                                 | 1984. 5. 30.                                                                          |      |
| 211.    |     | A Lótusz szútra másolata fehér papíron tintával (백지묵서묘법연화경 白紙墨書妙法蓮華經 Pekcsimokszo mjobop jonhvagjong (Baekjimokseo myeobeop yeonhwagyeong) | Horim Múzeum, Kvanak-ku (Gwanak-gu), Szöul (서울 관악구 남부순환로152길 53, 호림박물관 (신림동,호림박물관) | 1984. 5. 30.                                                                          |      |
| 212.    |     | A Súrangama-szútra fordítása (대불정여래밀인수증료의제보살만행수능엄경(언해) 大佛頂如來密因修證了義諸菩薩萬行首楞嚴經(諺解) Tebuldzsong jore miriszudzsung rjoidzse poszal manheng szunungeom-gjong (Daebuljeong yeorae mirinsujeung ryouije bosal manhaeng suneungeom-gyeong)                                                                                                | Tongguk (Dongguk) Egyetemi Múzeum, Csung-ku (Jung-gu), Szöul (서울 중구 필동로 1길 30 동국대학교박물관) | 1984. 5. 30.                                                                          |      |
| 213.    |     | Aranyozott bronz miniatűr pagoda (금동탑 金銅塔 Kumdongthap (Geumdongtap) | Samsung Művészeti Múzeum, Jongszan-ku (Yongsan-gu), Szöul (서울 용산구 이태원로 55길 60-16 삼성미술관 리움) | 1984. 8. 6.                                                                           |      |
| 214.    |     | Bronz tömjéntartó ezüst intarziás díszítéssel és Hungvangsza (Heungwangsa) felirattal (흥왕사명 청동 은입사 향완 興王寺銘 靑銅 銀入絲 香垸 Hungvangszamjong cshongdong unipsza hjangvan (Heungwangsamyeong cheongdong eunipsa hyangwan) | Samsung Művészeti Múzeum, Jongszan-ku (Yongsan-gu), Szöul (서울 용산구 이태원로55길 60-16, 삼성미술관 리움 (한남동)                                                                                                 | 1984. 8. 6.                                                                           |      |
| 215.    |     | Az Avatamszaka-szútra Csenjüan (Zhenyuan)-változatának másolata ezüst tintával indigó papíron, 31. kötet (감지은니대방광불화엄경 정원본 권31 紺紙銀泥大方廣佛華嚴經 貞元本 卷三十一 Kamdzsi unni tebang kvangbul hvaomgjong Csongvonbon kvon31 (Gamji eunni daebang gwangbul hwaeomgyeong Jeongwonbon gwon31)                                                                 | Samsung Művészeti Múzeum, Jongszan-ku (Yongsan-gu), Szöul (서울 용산구 이태원로55길 60-16, 삼성미술관 리움 (한남동)                                                                                                 | 1984. 8. 6.                                                                           |      |
| 216.    |     | „Az Invang (Inwang)-hegy látképe eső után”, Csong Szon (Jeong Seon) festménye (정선필 인왕제색도 鄭敾筆 仁王霽色圖 Csong Szon phil Invang cseszekto (Jeong Seon pil Inwang jesaekdo) | Samsung Művészeti Múzeum, Jongszan-ku (Yongsan-gu), Szöul (서울 용산구 이태원로55길 60-16, 삼성미술관 리움 (한남동)                                                                                                 | 1984. 8. 6.                                                                           |      |
| 217.    |     | „A Kumgang (Geumgang)-hegy látképe”, Csong Szon (Jeong Seon) festménye (정선필 금강전도 鄭敾筆 金剛全圖 Csong Szon phil Kumgang csondo (Jeong Seon pil Geumgang jeondo) | Samsung Művészeti Múzeum, Jongszan-ku (Yongsan-gu), Szöul (서울 용산구 이태원로55길 60-16, 삼성미술관 리움 (한남동)                                                                                                 | 1984. 8. 6.                                                                           |      |
| 218.    |     | Amitábha-triád festmény (아미타삼존도 阿彌陀三尊圖 Amitha szamdzsondo (Amita samjondo) | Samsung Művészeti Múzeum, Jongszan-ku (Yongsan-gu), Szöul (서울 용산구 이태원로55길 60-16, 삼성미술관 리움 (한남동)                                                                                                 | 1984. 8. 6.                                                                           |      |
| 219.    |     | Fehér porcelán korsó máz alatti kobalt szilva- és bambuszmintával (백자 청화매죽문 항아리 白磁 靑畵梅竹文 立壺 Pekcsa cshonghva medzsukmun hangari (Baekja cheonghwa maejukmun hangari) | Samsung Művészeti Múzeum, Jongszan-ku (Yongsan-gu), Szöul (서울 용산구 이태원로55길 60-16, 삼성미술관 리움 (한남동)                                                                                                 | 1984. 8. 6.                                                                           |      |
| 220.    |     | Szeladon tálka fedővel és aljjal, intarziás sárkány-, főnix- és bazsarózsa-motívummal (청자 상감용봉모란문 합 및 탁 靑磁 象嵌龍鳳牡丹文 盒 및 托 Cshongdzsa szanggam jongbong moranmun hap mit thak (Cheongja sanggam yongbong moranmun hap mit tak) | Samsung Művészeti Múzeum, Jongszan-ku (Yongsan-gu), Szöul (서울 용산구 이태원로55길 60-16, 삼성미술관 리움 (한남동)                                                                                                 | 1984. 8. 6.                                                                           |      |
| 221.    |     | Ülő gyermek Mandzsusrí-szobor a Szangvonsza (Sangwonsa) templomból (평창 상원사 목조문수동자좌상 평창 上院寺 木造文殊童子坐像 Phjongcshang Szangvonsza mokcsomunszudong csvaszang (Pyeongchang Sangwonsa mokjomunsudong jwasang) | Szangvonsza (Sangwonsa), Phjongcshang (Pyeongchang), Kangvon (Gangwon) (강원 평창군 진부면 오대산로 1211-50, 상원사 (동산리)                                                                                        | 1984. 10. 15.                                                                         |      |
| 222.    |     | Fedeles fehér porcelán korsó máz alatti kobalt szilva- és bambuszmintával (백자 청화매죽문 유개항아리 白磁 靑畵梅竹文 有蓋立壺 Pekcsa cshonghva medzsukmun jugehangari (Baekja cheonghwa maejukmun yugaehangari) | Horim Múzeum, Kvanak-ku (Gwanak-gu), Szöul (서울 관악구 남부순환로152길 53, 호림박물관 (신림동,호림박물관) | 1984. 12. 7.                                                                          |      |
| 223.    |     | A Kjongbok (Gyeongbok) palota Kundzsongdzson (Geunjeongjeon) terme (trónterem) (경복궁 근정전 景福宮 勤政殿 Kjongbokkung Kundzsongdzson (Gyeongbokgung Geunjeongjeon) | Csongno-ku (Jongno-gu), Szöul (서울 종로구 사직로 161.) | 1985. 1. 8.                                                                           |      |
| 224.    |     | A Kjongbok (Gyeongbok) palota Kjonghöru (Gyeonghoeru) pavilonja (경복궁 경회루 景福宮 慶會樓 Kjongbokkung Kjonghöru (Gyeongbokgung Gyeonghoeru) ) | Csongno-ku (Jongno-gu), Szöul (서울 종로구 사직로 161.) | 1985. 1. 8.                                                                           |      |
| 225.    |     | A Cshangdok (Changdeok) palota Indzsongdzson (Injeongjeon) csarnoka (창덕궁 인정전 昌德宮 仁政殿 Cshangdokkung Indzsongdzson (Changdeokgung Injeongjeon) | Csongno-ku (Jongno-gu), Szöul (서울 종로구 율곡로 99, 창덕궁 (와룡동) | 1985. 1. 8.                                                                           |      |
| 226.    |     | A Cshanggjong (Changgyeong) palota Mjongdzsongdzson (Myeongjeongjeon) csarnoka (창경궁 명정전 昌慶宮 明政殿 Cshanggjonggung Mjongdzsongdzson (Changgyeonggung Myeongjeongjeon) | Csongno-ku (Jongno-gu), Szöul (서울 종로구 창경궁로 185, 창경궁 (와룡동) | 1985. 1. 8.                                                                           |      |
| 227.    |     | A Csongmjo (Jongmyo)-szentély főépülete (종묘 정전 宗廟 正殿 Csongmjo Csongdzson (Jongmyo Jeongjeon) | Csongno-ku (Jongno-gu), Szöul (서울 종로구 종로 157, 종묘 (훈정동) | 1985. 1. 8.                                                                           |      |
| 228.    |     | Kőbe vésett csillagtérkép (천상열차분야지도 각석 天象列次分野之圖 刻石 Csonszang jolcsha punjadzsido kakszok (Cheonsang yeolcha bunyajido gakseok) | Koreai Nemzeti Palotamúzeum, Csongno-ku (Jongno-gu), Szöul (서울 종로구 효자로 12, 국립고궁박물관 (세종로,국립고궁박물관)                                                                                           | 1985. 8. 9.                                                                           |      |
| 229.    |     | Porugak (Borugak) vízóra (창경궁 자격루 昌慶宮 自擊漏 Cshanggjonggung csagjongnu (Changgyeonggung jagyeongnu) | Csung-ku (Jung-gu), Szöul (서울 중구 세종대로 99 (정동) | 1985. 8. 9.                                                                           |      |
| 230.    |     | Éggömb és armilláris gömb (혼천의 및 혼천시계 渾天儀 및 渾天時計 Honcshoni mit honcshonsigje (Honcheonui mit honcheonsigye) | Korea Egyetemi Múzeum, Szongbuk-ku (Seongbuk-gu), Szöul (서울 성북구 안암로 145, 고려대학교박물관 (안암동5가, 고려대학교안암캠퍼스(인문사회계))                                                                     | 1985. 8. 9.                                                                           |      |
| 231.    |     | Bronzkori kő öntőformák (전 영암 거푸집 일괄 傳 靈巖 鎔范一括 Cson jongam kophudzsip ilgval (Jeon yeongam geopujip ilgwal) | Koreai Keresztény Múzeum, Szungsil (Sungsil) Egyetem, Tongdzsak-ku (Dongjak-gu), Szöul 서울 동작구 상도로 369, 한국기독교박물관 (상도동, 숭실대학교)                                                                | 1986. 3. 14.                                                                          |      |
| 232.    |     | Érdemleges alattvalói oklevél I Hva (Yi Hwa) részére a Csoszon (Joseon) Királyság létrehozásáért tett kivételes szolgálataiért (이화 개국공신녹권 李和 開國功臣錄券 I Hva keguk kongsin nogvon (Yi Hwa gaeguk gongsin nogwon) | Csongup (Jeongeup), Észak-Csolla (Jeolla) (전북 정읍시) | 1986. 10. 15.                                                                         |      |
| 233-1.  |     | Ülő Vairócsana-szobor a Szongnam (Seongnam) remetelakból (산청 석남암사지 석조비로자나불좌상 山淸 石南巖寺址 石造毘盧遮那佛坐像 Szancshong Szongnamamszadzsi szokcso Pirodzsana puldzsvaszang (Sancheong Seongnamamsaji seokjo Birojana buljwasang) | Szancshong (Sancheong), Dél-Kjongszang (Gyeongsang) (경남 산청군 삼장면 대하내원로 256, 내원사 (대포리) | 2016. 1. 7.                                                                           |      |
| 233-2.  |     | A Szongnam (Seongnam) remetelaki ülő Vairócsana-szobor belsejében talált zsírkő ereklyetartó (산청 석남암사지 석조비로자나불좌상 납석사리호 山淸 石南巖寺址 石造毘盧遮那佛坐像 蠟石舍利壺 Szancshong Szongnamamszadzsi szokcso Pirodzsana puldzsvaszang napszokszariho (Sancheong Seongnamamsaji seokjo Birojana buljwasang napseoksariho)                                    | Puszani (Busani) Városi Múzeum, Nam-ku (Nam-gu), Puszan (Busan) (부산 남구 유엔평화로 63, 부산시립박물관 (대연동,부산광역시시립박물관)                                                                              | 1986. 10. 15. 2016. 1. 7. (besorolási szám változás)                                  |      |
| 234.    |     | A Lótusz szútra ezüst tintával indigó papíron (감지은니묘법연화경 紺紙銀泥妙法蓮華經 Kamdzsi unni Mjobop jonhvagjong (Gamji eunni Myeobop yeonhwagyeong) | Samsung Művészeti Múzeum, Jongszan-ku (Yongsan-gu), Szöul (서울 용산구 이태원로55길 60-16, 삼성미술관 리움 (한남동)                                                                                                 | 1986. 11. 29.                                                                         |      |
| 235.    |     | Az Avatamszaka-szútra arany tintával indigó papíron (감지금니대방광불화엄경보현행원품 紺紙金泥大方廣佛華嚴經普賢行願品 Kamdzsi kumni Tebanggvang pulhvaomgjong pohjonheng vonphum (Gamji geumni Daebanggwang bulhwaeomgyeong bohyeonhaeng wonpum) | Samsung Művészeti Múzeum, Jongszan-ku (Yongsan-gu), Szöul (서울 용산구 이태원로55길 60-16, 삼성미술관 리움 (한남동)                                                                                                 | 1986. 11. 29.                                                                         |      |
| 236.    |     | Silla kori ötszintes kőpagoda Csanghang-ri (Janghang-ri)ben (nyugati pagoda) (경주 장항리 서 오층석탑 慶州 獐項里 西 五層石塔 Kjongdzsu Csanghang-ri szo ocshungszokthap (Gyeongju Janghang-ri seo ocheungseoktap) | Csanghang-ri (Janghang-ri), Jangbuk-mjon (Yangbuk-myeon), Kjongdzsu (Gyeongju), Észak-Kjongszang (Gyeongszang) (경북 경주시 양북면 장항리 1083)                                                                     | 1987. 3. 9.                                                                           |      |
| 237.    |     | Festmények és költemények a Koszan (Gosan) hegy kilenc látnivalójáról; paraván (고산구곡시화도 병풍 高山九曲詩畵圖 屛風 Koszan kugok sihvado pjongphung (Gosan gugok sihwado byeongpung) | Tongbang (Dongbang) Galéria, Csongno-ku (Jongno-gu), Szöul (서울 종로구 인사동10길 17, 동방화랑 (관훈동) | 1987. 7. 16.                                                                          |      |
| 238.    |     | Szovon hvagecshop (Sowon hwagaecheop); Anphjong (Anpyeong) herceg kalligráfiája (소원화개첩 小苑花開帖) | Tongbang (Dongbang) Galéria, Csongno-ku (Jongno-gu), Szöul (서울 종로구 인사동10길 17, 동방화랑 (관훈동) | 1987. 7. 16.                                                                          |      |
| 239.    |     | Szong Sijol (Song Si-yeol) portréja (송시열 초상 宋時烈 肖像 Szong Sijol cshoszang (Song Si-yeol chosang) | Koreai Nemzeti Múzeum, Jongszan-ku (Yongsan-gu), Szöul (서울 용산구 서빙고로 137, 국립중앙박물관 (용산동6가) | 1987. 12. 26.                                                                         |      |
| 240.    |     | Jun Duszo (Yun Du-seo) önarcképe (윤두서 자화상 尹斗緖 自畵像 Jun Duszo csahvaszang (Yun Du-seo jahwasang) | Koszan Junszondo (Gosan Yunseondo) Múzeum, Henam (Haenam), Dél-Csolla (Jeolla) (전남 해남군) | 1987. 12. 26.                                                                         |      |
| 241.    |     | A Mahá-pradzsnyá-páramitá-szútra, az eredeti (első) Tripitaka Koreanából, 249. kötet (초조본 대반야바라밀다경 권249 初雕本 大般若波羅蜜多經 卷二百四十九 Cshodzsobon Tebanjabaramilda kjong kvon249 (Chojobon Daebanyabaramilda gyeong gwon249) | Samsung Művészeti Múzeum, Jongszan-ku (Yongsan-gu), Szöul (서울특별시 용산구 이태원로55길 60-16(한남동) 삼성미술관 리움)                                                                                            | 1988. 6. 16.                                                                          |      |
| 242.    |     | Silla-emlékmű Pongphjong-ri (Bongpyeong-ri)ben (울진 봉평리 신라비 蔚珍 鳳坪里 新羅碑 Uldzsin Pongphjong-ri Sillabi (Uljin Bongpyeong-ri Sillabi) | Pongphjong-ri. Csukpjon-mjon, Uldzsin-kun (Bongpyeong-ri, Jukbyeon-myeon, Uljin-gun), Észak-Kjongszang (Gyeongsang) (경북 울진군 죽변면 봉평리 521)                                                                 | 1988. 11. 4.                                                                          |      |
| 243.    |     | Prakaranarjavacsa-sásztra, az eredeti (első) Tripitaka Koreanából, 11. kötet (초조본 현양성교론 권11 初雕本 顯揚聖敎論 卷十一 Cshodzsobon hjonjangszonggjoron kvon 11 (Chojobon hyeonyangseonggyoron gwon11) | Samsung Művészeti Múzeum, Jongszan-ku (Yongsan-gu), Szöul (서울 용산구 이태원로55길 60-16, 삼성미술관 리움 (한남동)                                                                                                 | 1988. 12. 28.                                                                         |      |
| 244.    |     | Jógácsárabhúmi-sásztra az eredeti (első) Tripitaka Koreanából, 17. kötet (초조본 유가사지론 권17 初雕本 瑜伽師地論 卷第十七 Cshodzsobon jugaszadzsiron kvon 17 (Chojobon yugasajiron gwon17) | Jongin (Yongin), Kjonggi (Gyeonggi) (경기 용인시 처인구 명지로 116, 박물관 (남동) | 1988. 12. 28.                                                                         |      |
| 245.    |     | Az eredeti (első) Tripitaka Koreana tartalomjegyzéke, 20. kötet (초조본 신찬일체경원품차록 권20 初雕本 新纘一切經源品次綠 卷二十 cshodzsobon sincshan ilcshe kjongvon phumcsharok kvon20 (Chojobon sinchan ilchae gyeongwon pumcharok gwon20) | Koreai Nemzeti Múzeum, Jongszan-ku (Yongsan-gu), Szöul (서울 용산구 서빙고로 137, 국립중앙박물관 (용산동6가) | 1988. 12. 28.                                                                         |      |
| 246.    |     | Maháratnakúta szútra az eredeti (első) Tripitaka Koreanából, 59. kötet (초조본 대보적경 권59 初雕本 大寶積經 卷五十九 Cshodzsobon Tebodzsokkjong kvon59 (Chojobon Daebojeokgyeong gwon 59) | Koreai Nemzeti Múzeum, Jongszan-ku (Yongsan-gu), Szöul (서울 용산구 서빙고로 137, 국립중앙박물관 (용산동6가) | 1988. 12. 28.                                                                         |      |
| 247.    |     | Álló aranyozott brobz bodhiszattva szobor Kongdzsu (Gongju)ból (공주의당금동보살입상 公州儀堂金銅菩薩立像 Kongdzsu Idang kumdong poszal ipszang (Gongju Uidang geumdong bosal ibsang) | Kongdzsu (Gongju), Dél-Cshungcshong (Chungcheong) (충남 공주시 관광단지길 34, 국립공주박물관 (웅진동) | 1989. 4. 10.                                                                          |      |
| 248.    |     | Csoszon (Joseon) térképe (조선방역지도 朝鮮方域之圖 Csoszon pangjok csido (Joseon bangyeok jido) | Kvacshon (Gwacheon), Kjonggi (Gyeonggi) (경기 과천시 교육원로 86, 국사편찬위원회 (중앙동,국사편찬위원회) | 1989. 8. 1.                                                                           |      |
| 249-1.  |     | Tonggvoldo (Donggwoldo) („A Keleti Palota látképe”) (동궐도 東闕圖 Tonggvoldo (Donggwoldo) | Korea Egyetem, Szongbuk-ku (Seongbuk-gu), Szöul (서울 성북구) | 1989. 8. 1. 2012. 11. 13. (besorolási szám változás)                                  |      |
| 249-2.  |     | Tonggvoldo (Donggwoldo) („A Keleti Palota látképe”) (동궐도 (東闕圖 Tonggvoldo (Donggwoldo) | Tonga (Donga) Egyetem, Szo-ku (Seo-gu), Puszan (Busan) (부산 서구 구덕로 225(부민동 2가) | 1989. 8. 1. 2012. 11. 13. (besorolási szám változás)                                  |      |
| 250.    |     | Érdemleges alattvalói oklevél I Vongil (Yi Wong-gil) részére a Csoszon (Joseon) Királyság létrehozásáért tett kivételes szolgálataiért (이원길 개국원종공신녹권 李原吉 開國原從功臣錄券 Vongil keguk vondzsong kongsin nokvon (Yi Won-gil gaeguk wonjong gongsin nokgwon) | Adan könyvtár, Szodemun-ku (Seodaemun-gu), Szöul (서울 서대문구 충정로9길 10-10, (재)아단문고 (충정로2가) | 1989. 8. 1.                                                                           |      |
| 251.    |     | Abhidharma-szamuccsaja gyűjtemény az eredeti (első) Tripitaka Koreanából, 14. kötet. (초조본 대승아비달마잡집론 권14 初雕本 大乘阿毗達磨雜集論 卷十四 Cshodzsobun Teszung Abidalma csapcsimnon (Chojobun Daeseung Abidalma japjimnon gwon 14) | Adan könyvtár, Szodemun-ku (Seodaemun-gu), Szöul (서울 서대문구 충정로9길 10-10, (재)아단문고 (충정로2가) | 1989. 8. 1.                                                                           |      |
| 252.    |     | Szeladon mebjong (maebyeong) váza karcolt lótuszmintával és Hjomun (Hyomun) felirattal. (청자 음각‘효문’명 연화문 매병 靑磁 陰刻‘孝文’銘 蓮花文 梅甁 cshongdzsa umgak ‘Hjomun’ mjong jonhvamun mebjong (cheongja eumgak ‘Hyomun’ myeong yeonhwamun maebyeong) | Samsung Művészeti Múzeum, Jongszan-ku (Yongsan-gu), Szöul (서울 용산구 이태원로55길 60-16, 삼성미술관 리움 (한남동)                                                                                                 | 1990. 05. 21.                                                                         |      |
| 253.    |     | Ezüst szájú szeladon tálka domborműves lótusz és arabeszk mintázattal, intarziás bazsarózsamintával. (청자 양각연화당초상감모란문 은테 발 靑磁 陽刻蓮花唐草象嵌牡丹文 銀釦 鉢 cshongdzsa janggak jonhva tangcsho szanggam moranmun unthe (cheongja yanggak yeonhwa dangcho sanggam moranmun eunte)                                                                            | Koreai Nemzeti Múzeum, Jongszan-ku (Yongsan-gu), Szöul (서울 용산구 서빙고로 137, 국립중앙박물관 (용산동6가) | 1990. 05. 21.                                                                         |      |
| 254.    |     | Fedeles szeladon mebjong (maebyeong) váza metszett lótuszmintával (청자 음각연화문 유개매병 靑磁 陰刻蓮花文 有蓋梅甁 cshongdzsa umgak jonhvamun juge mebjong (cheongja eumgak yeonhwamun yugae maebyeong) | Szocsho-ku (Seocho-gu), Szöul (서울 서초구) | 1990. 05. 21.                                                                         |      |
| 255.    |     | Bronz csengők feltehetően Tokszan (Deoksan)ból (전 덕산 청동방울 일괄 傳 德山 靑銅鈴一括 cson Tokszan cshongdongbangul ilgval (jeon Deoksan cheongdongbangul ilgval) | Samsung Művészeti Múzeum, Jongszan-ku (Yongsan-gu), Szöul (서울 용산구 이태원로55길 60-16, 삼성미술관 리움 (한남동)                                                                                                 | 1990. 05. 21.                                                                         |      |
| 255-1.  |     | Nyolcágú bronz csengettyűk (팔주령 八珠鈴 phaldzsurjong (paljuryeong) | Samsung Művészeti Múzeum, Jongszan-ku (Yongsan-gu), Szöul (서울 용산구 이태원로55길 60-16, 삼성미술관 리움 (한남동)                                                                                                 | 1990. 05. 21.                                                                         |      |
| 255-2.  |     | Kétvégű bronz csengettyűk (쌍두령 雙頭鈴 sszangdurjong (ssangduryeong) | Samsung Művészeti Múzeum, Jongszan-ku (Yongsan-gu), Szöul (서울 용산구 이태원로55길 60-16, 삼성미술관 리움 (한남동)                                                                                                 | 1990. 05. 21.                                                                         |      |
| 255-3.  |     | Hajlított, Ω-alakú kétvégű bronz csengettyűk (조합식쌍두령 組合式雙頭鈴 csohapsik sszangdurjong (johabsik ssangduryeong) | Samsung Művészeti Múzeum, Jongszan-ku (Yongsan-gu), Szöul (서울 용산구 이태원로55길 60-16, 삼성미술관 리움 (한남동)                                                                                                 | 1990. 05. 21.                                                                         |      |
| 255-4.  |     | Ágyűlöveg alakú csengők (간두령 竿頭鈴 kandurjong (ganduryeong) | Samsung Művészeti Múzeum, Jongszan-ku (Yongsan-gu), Szöul (서울 용산구 이태원로55길 60-16, 삼성미술관 리움 (한남동)                                                                                                 | 1990. 05. 21.                                                                         |      |
| 256.    |     | Avatamszaka-szútra, Csou (Zhou)-verzió, az eredeti (első) Tripitaka Koreanából, 1. kötet (초조본 대방광불화엄경 주본 권1 初雕本 大方廣佛華嚴經 周本 卷一 Cshodzsobon Tebanggvang pulhvaomgjong Csubon kvon 1 (Chojobon Daebanggwang bulhwaeomgyeong Jubon gwon 1) | Kjonggi (Gyeonggi) Tartományi Múzeum, Jongin (Yongin), Kjonggi (Gyeonggi) (경기 용인시 기흥구 상갈로 6, 경기도박물관 (상갈동)                                                                                       | 1990. 09. 20.                                                                         |      |
| 257.    |     | Avatamszaka-szútra, Csou (Zhou)-verzió, az eredeti (első) Tripitaka Koreanából, 29. kötet (초조본 대방광불화엄경 주본 권29 初雕本 大方廣佛華嚴經 周本 卷二十九 Cshodzsobon Tebanggvang pulhvaomgjong Csubon kvon 29 (Chojobon Daebanggwang bulhwaeomgyeong Jubon gwon 29) | Kvanmunsza (Gwanmunsa), Szocsho-ku (Seocho-gu), Szöul (서울 서초구 바우뫼로7길 111, 관문사 (우면동) | 1990. 09. 20.                                                                         |      |
| 258.    |     | Nyolcszögletű, fehér porcelán korsó máz alatti kobaltkék bambuszmintéval (백자 청화죽문 각병 白磁 靑畵竹文 角甁 pekcsa csonghvadzsukmun kakpjong (baekja csheonghwajukmun gakbyeong) | Samsung Művészeti Múzeum, Jongszan-ku (Yongsan-gu), Szöul (서울 용산구 이태원로55길 60-16, 삼성미술관 리움 (한남동)                                                                                                 | 1991. 1. 25.                                                                          |      |
| 259.    |     | Puncshong (Buncheong) korsó intarziás felhő és sárkány mintával (분청사기 상감운룡문 항아리 粉靑沙器 象嵌雲龍文 立壺 Puncshongszagi szanggamun rjongmun hangari (Buncheongsagi sanggamun ryongmun hangari) | Koreai Nemzeti Múzeum, Jongszan-ku (Yongsan-gu), Szöul (서울 용산구 서빙고로 137, 국립중앙박물관 (용산동6가) | 1991. 1. 25.                                                                          |      |
| 260.    |     | Teknős alakú puncshong (buncheong) palack sgraffito máz alatti vas bazsarózsamintával (분청사기 박지철채모란문 자라병 粉靑沙器 剝地鐵彩牡丹文 扁甁 puncshongszagi pakcsicshol cshemoranmun csarabjog (buncheongsagi bakjicheol chaemoranmun jarabyeong) | Koreai Nemzeti Múzeum, Jongszan-ku (Yongsan-gu), Szöul (서울 용산구 서빙고로 137, 국립중앙박물관 (용산동6가) | 1991. 1. 25.                                                                          |      |
| 261.    |     | Fehér porcelán fedeles korsó (백자 유개항아리 白磁 有蓋壺 pekcsa jugehangari (baekja yugaehangari) | Samsung Művészeti Múzeum, Jongszan-ku (Yongsan-gu), Szöul (서울 용산구 이태원로55길 60-16, 삼성미술관 리움 (한남동)                                                                                                 | 1991. 1. 25.                                                                          |      |
| 262.    |     | Fehér porcelán holdkorsó (백자 달항아리 白磁 壺 pekcsa talhangari (baekja dalhangari) | Jongin (Yongin) Egyetem, Cshoin-ku (Cheoin-gu), Jongin (Yongin), Kjonggi (Gyeonggi) (경기 용인시 처인구 용인대학로 134, 용인대학교 박물관 (삼가동))                                                                 | 1991. 1. 25.                                                                          |      |
| 263.    |     | Fehér porcelán korsó máz alatti kobalt tájkép-, virág- és madármintával (백자 청화산수화조문 항아리 白磁 靑畵山水花鳥文 立壺 pekcsa Cshonghvaszan szuhvadzsomun hangari (baekja Cheonghwasan suhwajomun hangari) | Jongin (Yongin) Egyetem Múzeuma, Jongin (Yongin), Kjonggi (Gyeonggi) (경기 용인시 처인구 용인대학로 134, 용인대학교박물관 (삼가동))                                                                                 | 1991. 1. 25.                                                                          |      |
| 264.    |     | Silla-kori emlékmű Nengszu-ri (Naengsu-ri)ben (포항 냉수리 신라비 浦項 冷水里 新羅碑 Phohang Nengszu-ri Sillabi (Pohang Naengsu-ri Sillabi) | Phohang (Pohang), Észak-Kjongszang (Gyeongsang) (경북 포항시 북구 신광면 토성리 342-1 신광면사무소) | 1991년 3월 15일 지정                                                                  |      |
| 265.    |     | Avatamszaka-szútra, Csou (Zhou)-verzió, az eredeti (első) Tripitaka Koreanából, 13. kötet (초조본 대방광불화엄경 주본 권13 初雕本 大方廣佛華嚴經 周本 卷十三 Cshodzsobon Tebanggvang pulhvaomgjong Csubon kvon 13 (Chojobon Daebanggwang bulhwaeomgyeong Jubon gwon 13) | Csongno-ku (Jongno-gu), Szöul (서울 종로구) | 1991. 7. 12.                                                                          |      |
| 266.    |     | Avatamszaka-szútra, Csou (Zhou)-verzió, az eredeti (első) Tripitaka Koreanából, 2. és 75. kötet (초조본 대방광불화엄경 주본 권2, 75 初雕本 大方廣佛華嚴經 周本 卷二, 七十五 Cshodzsobon Tebanggvang pulhvaomgjong Csubon kvon 2, 75 (Chojobon Daebanggwang bulhwaeomgyeong Jubon gwon 2, 75)                                                                                  | Horim Múzeum, Kvanak-ku (Gwanak-gu), Szöul (서울 관악구 남부순환로152길 53, 호림박물관 (신림동,호림박물관)) | 1991. 7. 12.                                                                          |      |
| 267.    |     | Abidharma vidzsnyánakája páda szásztra, az eredeti (első) Tripitaka Koreanából, 12. kötet (초조본 아비달마식신족론 권12 初雕本 阿毗達磨識身足論 卷十二 Cshodzsobon Abidalma siksin csongnon kvon 12 (Chojobon Abidalma siksin jongnon gwon 12) | Horim Múzeum, Kvanak-ku (Gwanak-gu), Szöul (서울 관악구 남부순환로152길 53, 호림박물관 (신림동,호림박물관)) | 1991. 7. 12.                                                                          |      |
| 268.    |     | Abidharma vibhása-szásztra, az eredeti (első) Tripitaka Koreanából, 11. és 17. kötet (초조본 아비담비파사론 권11, 17 初雕本 阿毗曇毗婆沙論 卷十一, 十七 Cshodzsobon Abidambiphaszaron kvon 11, 17 (Chojobon Abidambipasaron gwon 11, 17) | Horim Múzeum, Kvanak-ku (Gwanak-gu), Szöul (서울 관악구 남부순환로152길 53, 호림박물관 (신림동,호림박물관)) | 1991. 7. 12.                                                                          |      |
| 269.    |     | Ardhasatika pradzsnyápáramitá szútra, az eredeti (első) Tripitaka Koreanából, 6. kötet (초조본 불설최상근본대락금강불공삼매대교왕경 권6 初雕本 佛說最上根本大樂金剛不空三昧大敎王經 卷六 Cshodzsobon pulszol cshöszang kunbon terak kumgang pulgong szamme degjo vanggjong kvon 6 (Chojobon Bulseol choisang geunbon daerak geumgang bulgong sammae daegyo wanggyeong gwon 6) | Horim Múzeum, Kvanak-ku (Gwanak-gu), Szöul (서울 관악구 남부순환로152길 53, 호림박물관 (신림동,호림박물관)) | 1991. 7. 12.                                                                          |      |
| 270.    |     | Szeladon csepegtető, anyamajom kölykével (청자 모자원숭이모양 연적 靑磁 母子猿形 硯滴 cshongdzsa modzsavonszungi mojang jondzsok (cheongja mojawonsungi moyang yeonjeok) | Kanszong (Gansong) Művészeti Múzeum, Szongbuk-ku (Seongbuk-gu), Szöul (서울 성북구 성북로 102-11, 간송미술관 (성북동))                                                                                              | 1992. 4. 20.                                                                          |      |
| 271.    |     | Prakarana-árja-váca szásztra, az eredeti (első) Tripitaka Koreanából, 12. kötet (초조본 현양성교론 권12 初雕本 顯揚聖敎論 卷十二 Cshodzsobon Hjonjangszonggjoron kvon 12 (Chojobon Hyeonyangseonggyoron gwon 12) | Koreai Nemzeti Múzeum, Jongszan-ku (Yongsan-gu), Szöul (서울 용산구 서빙고로 137, 국립중앙박물관 (용산동6가) | 1992. 4. 20.                                                                          |      |
| 272.    |     | Jogácsárabhúmi-szásztra, az eredeti (első) Tripitaka Koreanából, 32. kötet (초조본 유가사지론 권32 初雕本 瑜伽師地論 卷三十二 Cshodzsobon Jugaszadzsiron kvon 32 (Chojobon Yugasajiron gwon 32) | Koreai Nemzeti Múzeum, Jongszan-ku (Yongsan-gu), Szöul (서울 용산구 서빙고로 137, 국립중앙박물관 (용산동6가) | 1992. 4. 20.                                                                          |      |
| 273.    |     | Jogácsárabhúmi-szásztra, az eredeti (első) Tripitaka Koreanából, 15. kötet (초조본 유가사지론 권15 初雕本 瑜伽師地論 卷十五 Cshodzsobon Jugaszadzsiron kvon 15 (Chojobon Yugasajiron gwon 15) | Koreai Nemzeti Múzeum, Jongszan-ku (Yongsan-gu), Szöul (서울 용산구 서빙고로 137, 국립중앙박물관 (용산동6가) | 1992. 7. 28.                                                                          |      |
| 274.    |     | Kézi ágyú egy teknőshajóról 1596-ból (귀함별황자총통(1596년조) 龜艦別黃字銃筒(1596年造) kühambjol hvangdzsa cshongthong (gwihambyeol hwangja chongtong) | | Felvéve: 1992. 9. 4. Levéve: 1996. 8. 31. Levétel oka: replika/hamisítvány            |      |
| 275.    |     | Lovas harcost mintázó agyag szarvkupa (도기 기마인물형 뿔잔 陶器 騎馬人物形 角杯 togi kimainmulhjong ppuldzsan (dogi gimainmulhyeong bbuljan) | Kjongdzsu (Gyeongju)i Nemzeti Múzeum, Kjongdzsu (Gyeongju), Észak-Kjongszang (Gyeongsang) (경북 경주시 일정로 186 국립경주박물관 (인왕동,국립경주박물관))                                                           | 1993. 1. 15.                                                                          |      |
| 276.    |     | Jogácsárabhúmi-szásztra, az eredeti (első) Tripitaka Koreanából, 53. kötet (초조본 유가사지론 권53 初雕本 瑜伽師地論 卷五十三 Cshodzsobon Jugaszadzsiron kvon 53 (Chojobon Yugasajiron gwon 53) | Kacshon (Gacheon) Múzeum, Jonszu-ku (Yeonsu-gu), Incshon (Incheon) (인천 연수구 청량로102번길 40-9, 가천박물관 (옥련동))                                                                                            | 1993. 4. 27.                                                                          |      |
| 277.    |     | Avatamszaka-szútra, Csou (Zhou)-verzió, az eredeti (első) Tripitaka Koreanából, 36. kötet (초조본 대방광불화엄경 주본 권36 初雕本 大方廣佛華嚴經 周本 卷三十六 Cshodzsobon Tebanggvang pulhvaomgjong Csubon kvon 36 (Chojobon Daebanggwang bulhwaeomgyeong Jubon gwon 36) | Vondzsu (Wonju), Kangvon (Gangwon) (강원 원주시) | 1993. 4. 27.                                                                          |      |
| 278.    |     | Érdemleges alattvalói oklevél I Hjong (Yi Hyeong) számára Thedzsong (Taejong) uralkodásának 11. évéből (태종11년이형원종공신록권부함 太宗十一年李衡原從功臣錄券附函 Thedzsong 11njon I Hjong vondzsong sillok kvonbuham (Tejong 11nyeon Yi Hyeong wonjong sillok gwonbuham )                                                                                                  | Koreai Nemzeti Palotamúzeum, Jongdong (Yeongdong), Észak-Cshungcshong (Chungcheong) (충북 영동군 (국립고궁박물관 보관))                                                                                             | Felvéve: 1993. 4. 27., Levéve: 2010. 8. 25.; Újrakategorizálva mint 1657. számú kincs |      |
| 279.    |     | Avatamszaka-szútra, Csou (Zhou)-verzió, az eredeti (első) Tripitaka Koreanából, 74. kötet (초조본 대방광불화엄경 주본 권74 初雕本 大方廣佛華嚴經 周本 卷七十四 Cshodzsobon Tebanggvang pulhvaomgjong Csubon kvon 74 (Chojobon Daebanggwang bulhwaeomgyeong Jubon gwon 74) | Kuinsza (Guinsa), Szocsho-ku (Seocho-gu), Szöul (서울 서초구 바우뫼로7길 111, 관문사 (우면동)) | 1993. 6. 15.                                                                          |      |
| 280.    |     | Bronz harang a Cshonhungsza (Cheonheungsa) templomból a Szonggoszan (Seonggeosan) hegyről (성거산 천흥사명 동종 聖居山天興寺銘銅鍾 Szonggoszan Cshonhungszamjong tongdzsong (Seonggeosan Cheonheungsameyong dongjong) | Koreai Nemzeti Múzeum, Jongszan-ku (Yongsan-gu), Szöul (서울 용산구 서빙고로 137, 국립중앙박물관 (용산동6가) | 1993. 9. 10.                                                                          |      |
| 281.    |     | Fehér porcelán kanna (백자 병형 주전자 白磁 甁形 注子 pekcsa pjonghjong csudzsondzsa (baekja byeonghyeong jujeonja) | Horim Múzeum, Kvanak-ku (Gwanak-gu), Szöul (서울 관악구 남부순환로152길 53, 호림박물관 (신림동,호림박물관)) | 1993. 9. 10.                                                                          |      |
| 282.    |     | Ülő fa Amitábha szobor a Hukszoksza (Heukseoksa) templomból és kapcsolódó ereklyék (영주 흑석사 목조아미타여래좌상 및 복장유물 榮州 黑石寺 木造阿彌陀如來 坐像 및 腹藏遺物 Jongdzsu Hukszoksza mokcso Amitha jore csvaszang mit pokcsangjumul (Yeongju Heukseoksa mokjo Amita yeorae jwasang mit bokjangyumul)                                                                | Tegu (Daegu)i Nemzeti Múzeum, Tegu (Daegu) és Hukszoksza (Heukseoksa), Jongdzsu (Yeongju), Észak-Kjongszang (Gyeongsang) (경북 영주시 이산면 이산로 390-40, 흑석사, 대구 수성구 청호로 321 국립대구박물관 (석포리)) | 1993. 11. 5.                                                                          |      |
| 282-1.  |     | Amitábha szobor (불상 佛像 Pulszang (Bulsang) | Hukszoksza (Heukseoksa), Jongdzsu (Yeongju), Észak-Kjongszang (Gyeongsang) (경북 영주시 이산면 이산로 390-40, 흑석사 (석포리))                                                                                      | 1993. 11. 5.                                                                          |      |
| 282-2.  |     | Dokumentumok (전적 典籍 csondzsok (jeonjeok) | Tegu (Daegu)i Nemzeti Múzeum, Tegu (Daegu) (대구 수성구 청호로 321, 국립대구박물관 (황금동,국립대구박물관)) | 1993. 11. 5.                                                                          |      |
| 282-3.  |     | Szövetek (직물류 織物類 csikmullju (jikmullyu) | Tegu (Daegu)i Nemzeti Múzeum, Tegu (Daegu) (대구 수성구 청호로 321, 국립대구박물관 (황금동,국립대구박물관)) | 1993. 11. 5.                                                                          |      |
| 282-4.  |     | Ötfűszer, gyógynövények, ötgabona, ereklyetartó (기타 복장물 오향,칠약,오곡,칠보류,사리함 其他 腹藏物 五香,七藥,五穀,七寶類,舍利函 kitha pokcsangmul ohjang, cshiljak, ogok, cshilborju, szariham (gita bokjangmul ohyang, chilyak, ogok, chilboryu, sariham) | Tegu (Daegu)i Nemzeti Múzeum, Tegu (Daegu) (대구 수성구 청호로 321, 국립대구박물관 (황금동,국립대구박물관)) | 1993. 11. 5.                                                                          |      |
| 283.    |     | Thonggam szokhpjon (Tonggam sokpyeon) (통감속편 通鑑續編) | Koreanisztikai Akadémia, Szongnam (Seongnam), Kjonggi (Gyeonggi) (경기 성남시 분당구 하오개로 323, 한국학중앙연구원 (운중동))                                                                                       | 1995. 3. 10.                                                                          |      |
| 284.    |     | Mahá-pradzsnyá-páramitá-szútra, az eredeti (első) Tripitaka Koreanából, 162., 170., 463. kötet (초조본 대반야바라밀다경 권162, 170, 463 初雕本 大般若波羅蜜多經 卷一百六十二, 一百七十, 四百六十三 Cshodzsobon Teban jabara mildagjong kvon 162, 170, 463 (Chojobon Daeban yabara mildagyeong gwon 162, 170, 463)                                                             | Coreana Művészeti Múzeum, Kangnam-ku (Gangnam-gu), Szöul (코리아나미술관, 서울 강남구) | 1995. 3. 10.                                                                          |      |
| 285.    |     | Pangude (Bangudae) sziklarajzai (울주 대곡리 반구대 암각화 蔚州 大谷里 盤龜臺 岩刻畫 Uldzsu Tegok-ri Pangude amgakhva (Ulju Daegok-ri Bangudae amgakhwa) | Uldzsu (Ulju), Ulszan (Ulsan) (울산 울주군 언양읍 반구대안길 285 (대곡리)) | 1995. 6. 23.                                                                          |      |
| 286.    |     | Fehér porcelán tálkák cshon (cheon), csi (ji), hjon (hyeon) és hvang (hwang) felirattal (백자 ‘천’ ‘지’ ‘현’ ‘황‘명 발 白磁 ‘天’‘地’‘玄’‘黃’銘 鉢 pekcsa 'cshon', 'csi', 'hjon'. 'hvang'mjong pal (baekja 'cheon', 'ji', 'hyeon', 'hwang'myeong bal) | Samsung Művészeti Múzeum, Jongszan-ku (Yongsan-gu), Szöul (서울 용산구 이태원로55길 60-16, 삼성미술관 리움 (한남동)                                                                                                 | 1995. 12. 4.                                                                          |      |
| 287.    |     | Aranyozott bronz tömjénégető a Pekcse (Baekje)-korból (백제 금동대향로 百濟金銅大香爐 Pekcse kumdong tehjangno (Baekje geumdong daehyangno) | Pujói (Buyeói) Nemzeti Múzeum, Pujo (Buyeo), Dél-Cshungcshong (Chungcheong) (충남 부여군 부여읍 금성로 5, 국립부여박물관 (동남리,국립부여박물관))                                                                   | 1996. 05. 30.                                                                         |      |
| 288.    |     | Kő ereklyetartó a Nungszan-ri (Neungsan-ri) beli templomból (부여 능산리사지 석조사리감 扶餘 陵山里寺址 石造舍利龕 Pujo Nungszan-ri sadzsi szokcso szarigam (Buyeo Neungsan-ri saji seokjo sarigam) | Pujói (Buyeói) Nemzeti Múzeum, Pujo (Buyeo), Dél-Cshungcshong (Chungcheong) (충남 부여군 부여읍 금성로 5, 국립부여박물관 (동남리,국립부여박물관))                                                                   | 1996. 05. 30.                                                                         |      |
| 289.    |     | Vanggung-ri (Wanggung-ri) ötszintes kőpagodája (익산 왕궁리 오층석탑 益山 王宮里 五層石塔 Ikszan Vanggung-ri ocshung szokthap (Iksan Wanggung-ri ocheung seoktap) | Ikszan (Iksan), Észak-Csolla (Jeolla) (전북 익산시 왕궁면 왕궁리 산80-1) | 1997. 1. 1.                                                                           |      |
| 290.    |     | A Thongdosza (Tongdosa) templom Teungdzson (Daeungjeon) terme és szerzetes-avatási emelvénye (양산 통도사 대웅전 및 금강계단 梁山 通度寺 大雄殿 및 金剛戒壇 Jongszan Tongdosza Teungdzson mit Kumganggjedan (Yangsan Tongdosa Daeungjeon mit Geumganggyedan) ) | Thongdosza (Tongdosa), Jangszan (Yangsan), Dél-Kjongszang (Gyeongsang) (경남 양산시 하북면 통도사로 108, 통도사 (지산리))                                                                                           | 1997. 1. 1.                                                                           |      |
| 291.    |     | Jonggam szugjong (Yonggam sugyeong), 3. és 4. kötet (용감수경 권3~4 龍龕手鏡 卷三~四) | Korea Egyetem könyvtára, Szongbuk-ku (Seongbuk-gu), Szöul (서울 성북구 안암로 145, 중앙도서관 (안암동5가,고려대학교안암캠퍼스(인문사회계))                                                                          | 1997. 1. 1.                                                                           |      |
| 292.    |     | A Szangvonsza (Sangwonsa) templom iratai (평창 상원사 중창권선문 平昌 上院寺 重創勸善文 Phjongcshang Szangvonsza csungcshang kvonszonmun (Pyeongchang Sangwonsa jungchang gwonseonmun) | Voldzsongsza (Woljongsa) Múzeum, Phjongcshang (Pyeongchang), Kangvon (Gwangwon) (강원 평창군 진부면 동산리 63 월정사 성보박물관)                                                                                    | 1997. 1. 1.                                                                           |      |
| 293.    |     | Álló aranyozott bronz Avalókitésvara bódhiszattva szobor (부여 규암리 금동관음보살입상 扶餘 窺岩里 金銅觀音菩薩立像 Pujo Kjuam-ri kumdong kvaneum poszal ipszang (Buyeo Gyuam-ri geumdong gwaneum bosal ipsang) | Pujói (Buyeói) Nemzeti Múzeum, Pujo (Buyeo), Dél-Cshungcshong (Chungcheong) (충남 부여군 부여읍 금성로 5, 국립부여박물관 (동남리,국립부여박물관))                                                                   | 1997. 1. 1.                                                                           |      |
| 294.    |     | Fehér porcelán palack máz alatti vas, réz és kobaltkék fű- és rovarmintákkal (백자 청화철채동채초충문 병 白磁 靑畵鐵彩銅彩草蟲文 甁 pekcsa cshonghva csholcshe tongcshe cshocshungmun pjong (baekja cheonghwa cheolchae dongchae chochungmun byeong) | Kanszong (Gansong) Művészeti Múzeum, Szongbuk-ku (Seongbuk-gu), Szöul (서울 성북구 성북로 102-11, 간송미술관 (성북동,간송미술관))                                                                                   | 1997. 1. 1.                                                                           |      |
| 295.    |     | Pekcse (Baekje)-kori aranyozott bronzkorona Nadzsu (Naju)ból (나주 신촌리 금동관 羅州 新村里 金銅冠 Nadzsu Sincshon-ri kumdonggvan (Naju Sincheon-ri geumdonggwan) | Nadzsu (Naju)i Nemzeti Múzeum, Nadzsu (Naju), Dél-Csolla (Jeolla) (전라남도 나주시 반남면 신촌리 277, 국립나주박물관 (신촌리, 국립나주박물관))                                                                      | 1997. 9. 22.                                                                          |      |
| 296.    |     | Buddhista festmény a Cshildzsangsza (Chiljangsa) templomban (칠장사오불회괘불탱 七長寺五佛會掛佛幀 Cshildzsangsza obulhö kvebultheng (Chiljangsa obulhoi gwaebultaeng) | Cshildzsangsza (Chiljangsa), Anszong (Anseong), Kjonggi (Gyeonggi) (경기 안성시 죽산면 칠장로 399-18, 칠장사 (칠장리))                                                                                              | 1997. 9. 22.                                                                          |      |
| 297.    |     | Buddhista festmény az Ansimsza (Ansimsa) templomban (안심사영산회괘불탱 安心寺靈山會掛佛幀 Ansimsza jongszanhö kvebultheng (Ansimsa yeongsanhoi gwaebultaeng) | Ansimsza (Ansimsa), Cshongvon (Cheongwon), Észak-Cshungcshong (Chungcheong) (충북 청원군 남이면 사동길 169-28, 안심사 (사동리))                                                                                     | 1997. 9. 22.                                                                          |      |
| 298.    |     | Buddhista festmény a Kapsza (Gapsa) templomban (갑사삼신불괘불탱 甲寺三身佛掛佛幀 Kapsza szamsinbul kvebultheng (Gapsa samsinbul gwaebultaeng) | Kapsza (Gapsa), Kongdzsu (Gongju), Dél-Cshungcshong (Chungcheong) 충남 공주시 계룡면 갑사로 567-3 갑사 | 1997. 9. 22.                                                                          |      |
| 299.    |     | Buddhista festmény a Sinvonsza (Sinwonsa) templomban (신원사노사나불괘불탱 新元寺盧舍那佛掛佛幀 Sinvonsza noszanabul kvebultheng (Sinwonsa nosanabul gwaebultaeng) | Sinvonsza (Sinwonsa), Kongdzsu (Gongju), Dél-Cshungcshong (Chungcheong) (충남 공주시 계룡면 신원사동길 1, 신원사 (양화리))                                                                                          | 1997. 9. 22.                                                                          |      |
| 300.    |     | Buddhista festmény a Csanggoksza (Janggoksa) templomban (장곡사미륵불괘불탱 長谷寺彌勒佛掛佛幀 Csanggoksza mirukpul kvebultheng (Janggoksa mireukbul gwaebultaeng) | Csanggoksza (Janggoksa), Cshongjang (Cheongyang), Dél-Cshungcshong (Chungcheong) (충남 청양군 대치면 장곡길 241, 장곡사 (장곡리))                                                                                   | 1997. 9. 22.                                                                          |      |

## Továbbiak
- 301–400